# Juárez (métro de Mexico)
Pour les articles homonymes, voir Juárez.
Juárez est une station de la Ligne 3 du métro de Mexico, située au centre de Mexico, dans la délégation de Cuauhtémoc.

## La station
La station est ouverte en 1970.
Son nom vient de sa proximité avec l'avenue Juarez. Son emblème est le buste de Benito Juárez, vingt-sixième Président du Mexique, également connu comme le père des Amériques. Elle a pour particularité d'être surmontée par les bureaux du Centre de soutien aux usagers du métro.